# ジークフリード・リンドベリ
ジークフリード・オスカル・リンドベリ（Sigfrid Oscar Lindberg、1897年3月26日 - 1977年1月4日）は、スウェーデン・ヘルシンボリ出身の元同国代表サッカー選手。現役時代のポジションはGK。

## 略歴
1921年にヘルシンボリIFでデビューすると、以降10年間に渡ってチームの正ゴールキーパーとして活躍した。その間、チームは1928-29シーズンと1929-30シーズンにアルスヴェンスカン優勝を果たした。スウェーデン代表としては、1924年のパリオリンピックで銅メダルを獲得し、リカルド・サモラと共に大会最優秀GKに輝いた。

## タイトル

### クラブ
ヘルシンボリIF
- アルスヴェンスカン : 2回 (1928-29, 1929-30)

### 代表
スウェーデン代表
- オリンピック銅メダル : 1回 (1924)